# 庫爾斯潟湖

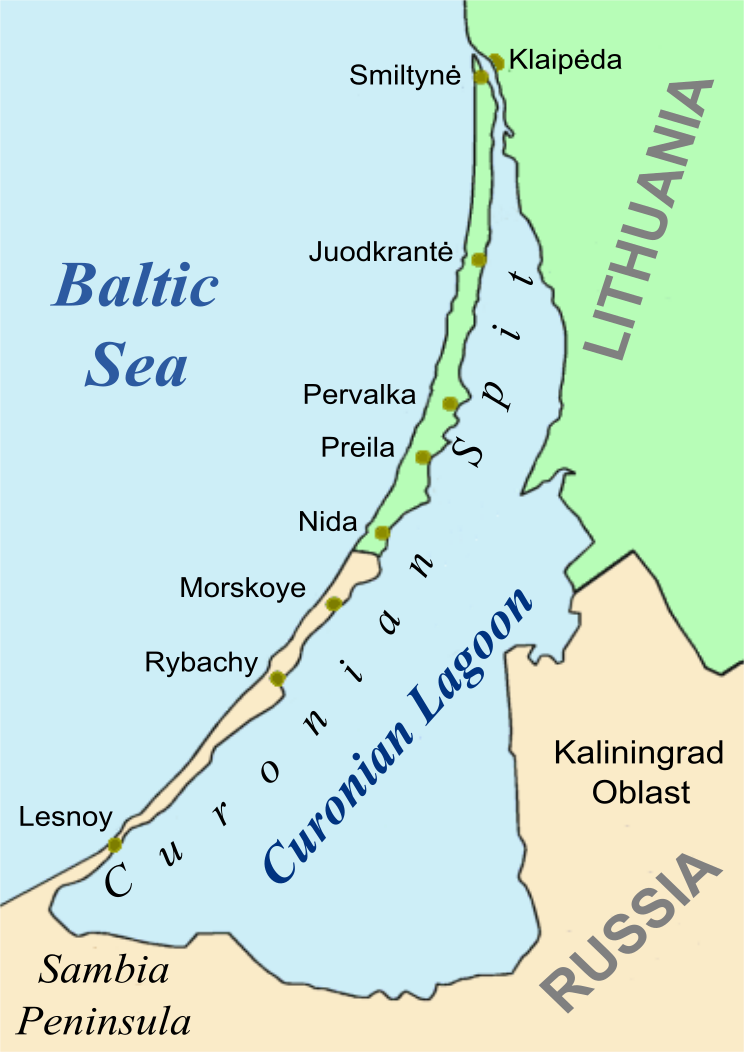
庫爾斯潟湖位置

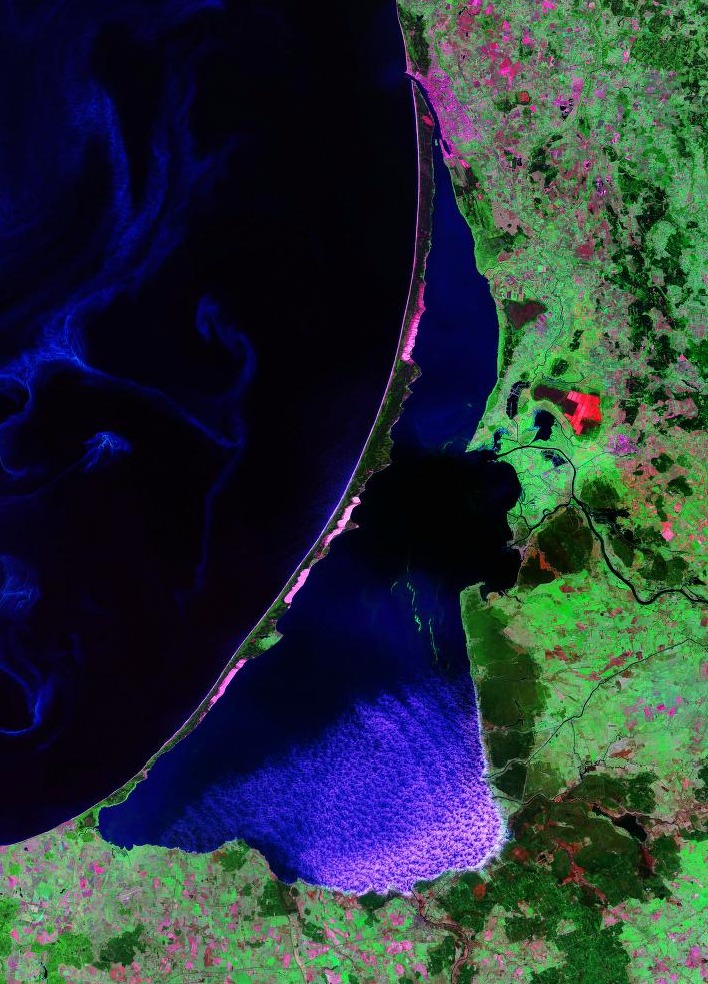
庫爾斯潟湖衛星照片

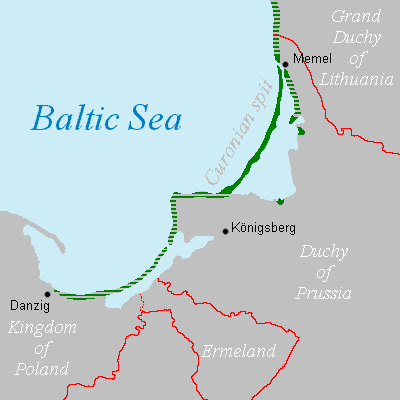
1649年庫爾斯人居住區

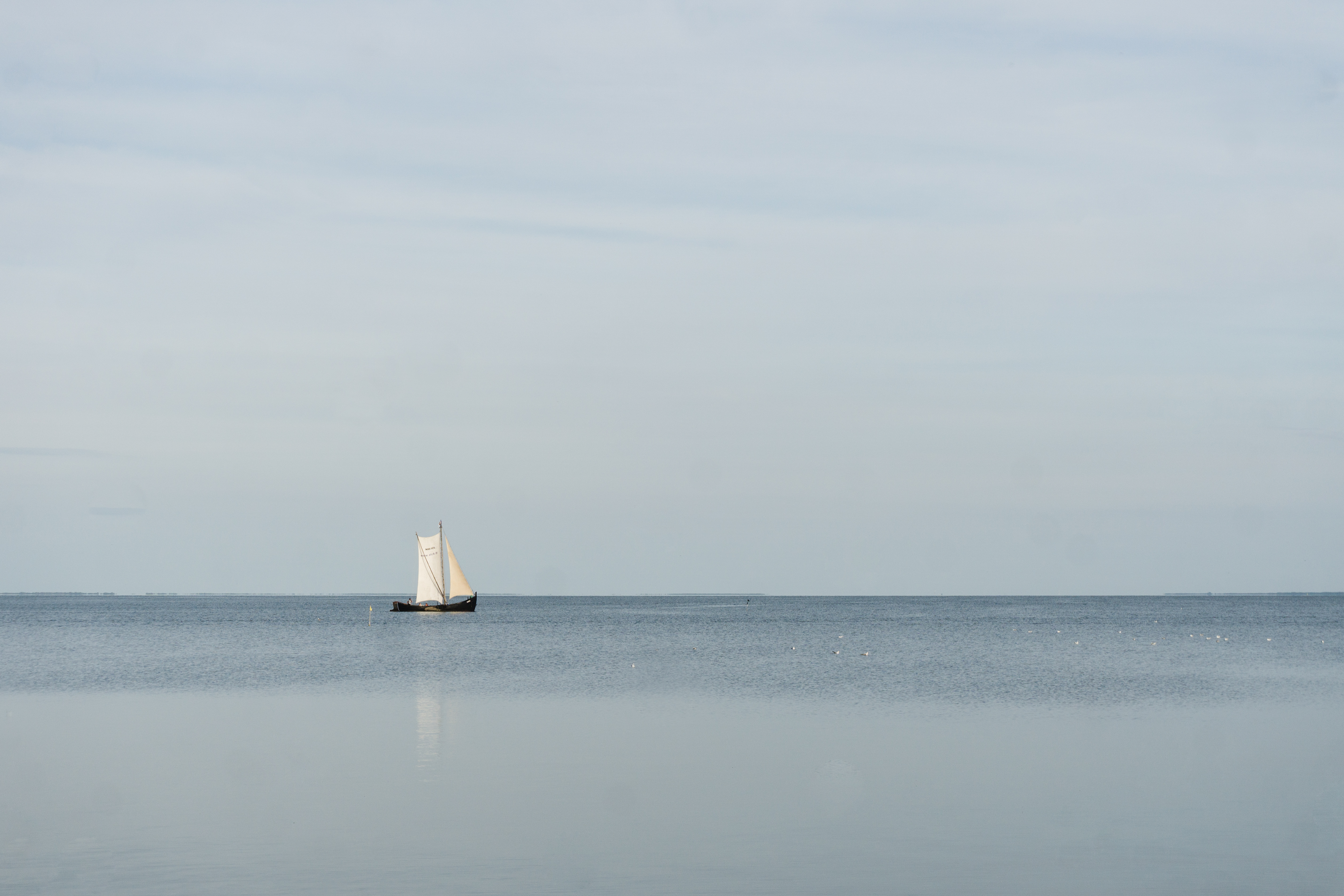
庫爾斯潟湖中的帆船

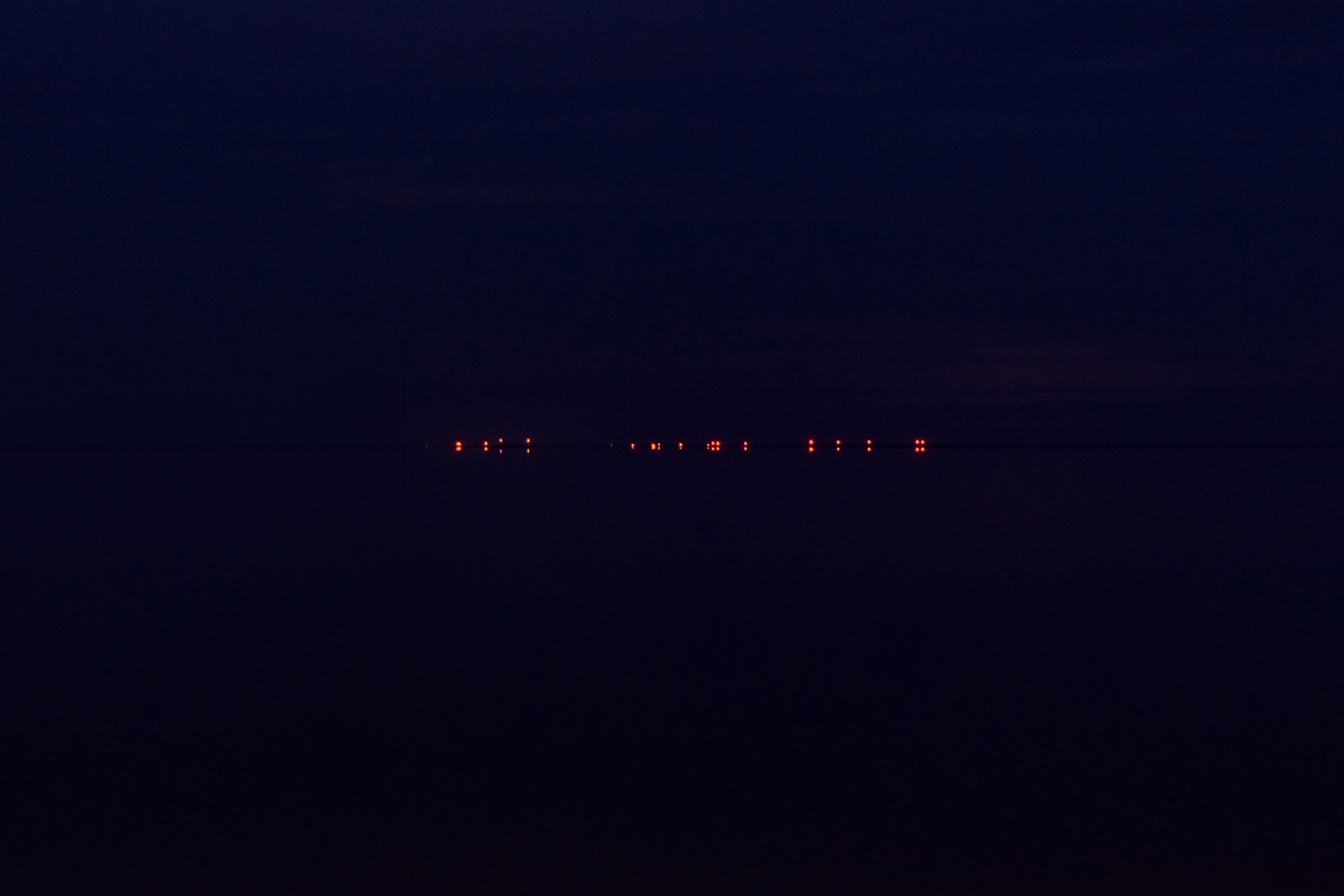
庫爾斯潟湖之夜

庫爾斯潟湖（英語：Curonian Lagoon) 是位於立陶宛與俄羅斯加里寧格勒州外濱的一座淡水潟湖。庫爾斯瀉湖與波羅的海以庫爾斯沙嘴相隔，面積1,619平方（625平方英里），集水區面積約100,450平方（38,780平方英里），平均水深3.8米，最大水深5.8米，約90%湖水來自尼曼河。雖然受到水污染的困擾，但它具有高度的生物多樣性。藻華的存在在2000年代得到證實。
庫爾斯潟湖大約在公元前7,000年形成。在13世紀，潟湖周圍地區是庫爾斯人和普魯士人的領域。後來它為立陶宛人占據。1252年，條頓騎士團在潟湖的出口建立梅梅爾堡城堡和梅梅爾市，1422年的《梅爾諾湖和約》（der Frieden von Melno-See）確立了普魯士與立陶宛之間的邊界。梅梅爾被包含在東普魯士的範圍裡面，一直到1919年這條邊界都未曾變動過，是歐洲未變動時間最久的邊界之一。一戰後在1923年立陶宛吞併梅梅爾，並將這座城市改名克萊佩達。作為兩次世界大戰之間的新邊界，尼曼河在下游的120公里河段被德國人稱為梅梅爾河，而位於立陶宛的上游則被稱為尼曼河。邊界還分隔了立陶宛度假勝地奈達所在的的沙嘴，潟湖的南部歷史上一直屬於德國。二戰前夕根據蘇德互不侵犯條約，德國從克萊佩達及庫爾斯地區撤走了所有僑民。第二次世界大戰後，大部分東普魯士以及庫爾斯潟湖成為蘇聯領土，湖的北部成為蘇聯的立陶宛蘇維埃社會主義共和國的一部分。庫爾斯潟湖現在是立陶宛和俄羅斯之間的邊界，湖的南岸即今俄羅斯的加里寧格勒州。

## 外部連結
- Kurische Nehrung （页面存档备份，存于） (german)